# Metahydnobius bimaculatus
Metahydnobius bimaculatus – gatunek chrząszcza z rodziny grzybinkowatych i podrodziny Leiodinae.
Gatunek ten opisany został po raz pierwszy w 1962 roku przez René Gabriela Jeannela.
Chrząszcz o ciele od 2 do 2,6 mm. Głowę ma ubarwioną czarno lub brązowo. Kolorystyka przedplecza jest ciemna z dwiema jasnymi, okrągławymi plamkami w częściach przednio-bocznych. Pokrywy mają powierzchnię pozbawioną poprzecznych rys. W ich ubarwieniu występuje poprzeczna, łukowato wygięta, ciemna przepaska. Wysokie, zaostrzone, podłużne, w widoku bocznym kanciasto zagięte żeberko biegnie środkiem śródpiersia. Powierzchnia śródpiersia pomiędzy tym żeberkiem a miejscami w które wchodzą przednie biodra jest wgłębiona. Odnóża wszystkich par u obu płci mają pięcioczłonowe stopy o członie drugim co najwyżej tak długim jak pierwszy. Genitalia samca charakteryzują się mniej więcej tak długim jak paramery płatem środkowym edeagusa o niezmodyfikowanym, krótko zaokrąglonym, pozbawionym płytki wierzchołku.
Owad neotropikalny, endemiczny dla Chile.